# Cor Zegger
Quirinius Hendricus Joseph „Cor“ Zegger (* 11. März 1897 in Amsterdam; † 5. Januar 1961 in Farmington, Vereinigte Staaten) war ein niederländischer Schwimmer.

## Karriere
Zegger nahm 1920 an den Olympischen Spielen in Antwerpen teil. Hier scheiterte er im Wettbewerb über 1500 m Freistil als Dritter des zweiten Vorlaufs an der Qualifikation für das Halbfinale.
Neben der olympischen Teilnahme konnte der Niederländer zwei Siege bei der Traversée de Bruxelles verbuchen.